# Francesco Satolli
Francesco Satolli, italijanski rimskokatoliški duhovnik, škof in kardinal, * 21. julij 1839, Marsciano, † 8. januar 1910.

## Življenjepis
14. junija 1862 je prejel duhovniško posvečenje.
1. junija 1888 je bil imenovan za naslovnega nadškofa Naupactusa in za predsednika Pontifikalne ekleziastične akademije; 10. julija istega leta je prejel škofovsko posvečenje.
14. januarja 1893 je postal apostolski delegat v ZDA.
29. novembra 1895 je bil povzdignjen v kardinala in imenovan za kardinal-duhovnika S. Maria in Ara Coeli.
21. julija 1897 je postal prefekt Kongregacije za študije in 22. junija 1903 je postal kardinal-duhovnik Frascati.